# Liste der höchsten Gebäude in Asien
Der folgende Artikel listet alle Wolkenkratzer in Asien nach offizieller Höhe nach den Kriterien des CTBUH auf. Die Liste enthält alle Gebäude ab 350 Metern, die bereits erbaut oder im Bau sind (Gebäude mit Baustopp mit inbegriffen).

## Tabellarische Auflistung der Wolkenkratzer in Asien
| Nr. | Name                                   | Stadt             | Staat                        | Höhe    | Etagen | Baujahr |
| --- | -------------------------------------- | ----------------- | ---------------------------- | ------- | ------ | ------- |
| 1   | Burj Khalifa                           | Dubai             | Vereinigte Arabische Emirate | 828 m   | 163    | 2010    |
| 2   | Merdeka 118                            | Kuala Lumpur      | Malaysia                     | 678,9 m | 118    | 2023    |
| 3   | Shanghai Tower                         | Shanghai          | Volksrepublik China          | 632 m   | 128    | 2015    |
| 4   | Mecca Royal Clock Tower Hotel          | Mekka             | Saudi-Arabien                | 601 m   | 120    | 2012    |
| 5   | Pingan International Finance Center    | Shenzhen          | Volksrepublik China          | 599 m   | 115    | 2017    |
| 6   | Goldin Finance 117 (a)                 | Tianjin           | Volksrepublik China          | 597 m   | 128    | 2022    |
| 7   | Lotte World Premium Tower              | Seoul             | Südkorea                     | 555 m   | 123    | 2017    |
| 8   | Chow Tai Fook Centre                   | Guangzhou         | Volksrepublik China          | 530 m   | 116    | 2016    |
| 9   | Tianjin Chow Tai Fook Binhai Center    | Tianjin           | Volksrepublik China          | 530 m   | 97     | 2020    |
| 10  | China Zun Tower                        | Peking            | Volksrepublik China          | 528 m   | 108    | 2019    |
| 11  | Taipei 101                             | Taipei            | Taiwan                       | 508 m   | 101    | 2004    |
| 12  | Shanghai World Financial Center        | Shanghai          | Volksrepublik China          | 492 m   | 101    | 2008    |
| 13  | International Commerce Centre          | Hongkong          | Volksrepublik China          | 484 m   | 108    | 2010    |
| x   | Wuhan Greenland Center                 | Wuhan             | Volksrepublik China          | 476 m   | 97     | 2022    |
| 14  | Landmark 81                            | Ho Chi Minh Stadt | Vietnam                      | 461 m   | 81     | 2018    |
| 15  | Changsha IFS Tower T1                  | Changsha          | Volksrepublik China          | 452 m   | 88     | 2018    |
| 16  | The Exchange 106                       | Kuala Lumpur      | Malaysia                     | 453,6 m | 97     | 2019    |
| 17  | Petronas Towers                        | Kuala Lumpur      | Malaysia                     | 452 m   | 88     | 1998    |
| 18  | Zifeng Tower                           | Nanjing           | Volksrepublik China          | 450 m   | 89     | 2010    |
| 19  | Suzhou IFS                             | Suzhou            | Volksrepublik China          | 450 m   | 97     | 2019    |
| 20  | Kingkey 100                            | Shenzhen          | Volksrepublik China          | 441 m   | 100    | 2011    |
| 21  | Guangzhou International Finance Center | Guangzhou         | Volksrepublik China          | 439 m   | 103    | 2010    |
| 22  | Wuhan Center                           | Wuhan             | Volksrepublik China          | 438 m   | 88     | 2019    |
| xx  | Riverview Plaza A1                     | Wuhan             | Volksrepublik China          | 436 m   | 82     | 2021    |
| 23  | Marina 101                             | Dubai             | Vereinigte Arabische Emirate | 427 m   | 101    | 2017    |
| 24  | Jin Mao Tower                          | Shanghai          | Volksrepublik China          | 421 m   | 88     | 1998    |
| 25  | Princess Tower                         | Dubai             | Vereinigte Arabische Emirate | 414 m   | 101    | 2012    |
| 26  | Al Hamra Tower                         | Kuwait            | Kuwait                       | 413 m   | 77     | 2011    |
| 27  | Two International Finance Centre       | Hongkong          | Volksrepublik China          | 412 m   | 86     | 2003    |
| xx  | LCT Landmark Tower                     | Busan             | Südkorea                     | 411,6 m | 101    | 2020    |
| 28  | Nanning China Resources Tower          | Nanning           | Volksrepublik China          | 402,7 m | 85     | 2020    |
| 29  | 23 Marina                              | Dubai             | Vereinigte Arabische Emirate | 395 m   | 90     | 2012    |
| 30  | China Resources Headquarters           | Shenzhen          | Volksrepublik China          | 392,5 m | 68     | 2018    |
| 31  | CITIC Plaza                            | Guangzhou         | Volksrepublik China          | 390 m   | 80     | 1997    |
| 32  | Shum Yip Upperhills Tower 1            | Shenzhen          | Volksrepublik China          | 388 m   | 77     | 2019    |
| 33  | Public Investment Fund Tower           | Riad              | Saudi-Arabien                | 385 m   | 77     | 2017    |
| 34  | Shun Hing Square                       | Shenzhen          | Volksrepublik China          | 384 m   | 69     | 1996    |
| 35  | Eton Place Dalian                      | Dalian            | Volksrepublik China          | 383,2 m | 80     | 2016    |
| 36  | Logan Century Center 1                 | Nanning           | Volksrepublik China          | 381,3 m | 82     | 2018    |
| 37  | Burj Mohammed Bin Rashid               | Abu Dhabi         | Vereinigte Arabische Emirate | 381,2 m | 88     | 2014    |
| 38  | Elite Residence                        | Dubai             | Vereinigte Arabische Emirate | 380 m   | 91     | 2012    |
| 39  | The Domain                             | Abu Dhabi         | Vereinigte Arabische Emirate | 374 m   | 88     | 2014    |
| 40  | Central Plaza                          | Hongkong          | Volksrepublik China          | 374 m   | 78     | 1992    |
| 41  | The Address The BLVD                   | Dubai             | Vereinigte Arabische Emirate | 370 m   | 72     | 2017    |
| 42  | Bank of China Tower                    | Hongkong          | Volksrepublik China          | 367 m   | 73     | 1990    |
| 43  | Almas Tower                            | Dubai             | Vereinigte Arabische Emirate | 363 m   | 74     | 2009    |
| 44  | The Pinnacle                           | Guangzhou         | Volksrepublik China          | 360 m   | 60     | 2012    |
| 45  | Hanking Center                         | Shenzhen          | Volksrepublik China          | 359 m   | 65     | 2018    |
| 46  | Gevora Hotel                           | Dubai             | Vereinigte Arabische Emirate | 356,3 m | 75     | 2017    |
| xx  | Il Primo Tower 1                       | Dubai             | Vereinigte Arabische Emirate | 356 m   | 79     | 2022    |
| 47  | Emirates Park Tower 1                  | Dubai             | Vereinigte Arabische Emirate | 355 m   | 77     | 2012    |
| 48  | Emirates Park Tower 2                  | Dubai             | Vereinigte Arabische Emirate | 355 m   | 77     | 2013    |
| 49  | Emirates Office Tower                  | Dubai             | Vereinigte Arabische Emirate | 355 m   | 54     | 2000    |
| 50  | The Torch                              | Dubai             | Vereinigte Arabische Emirate | 352 m   | 86     | 2011    |
| 51  | Forum 66                               | Shenyang          | Volksrepublik China          | 350,6 m | 68     | 2015    |

Burj Khalifa, Dubai
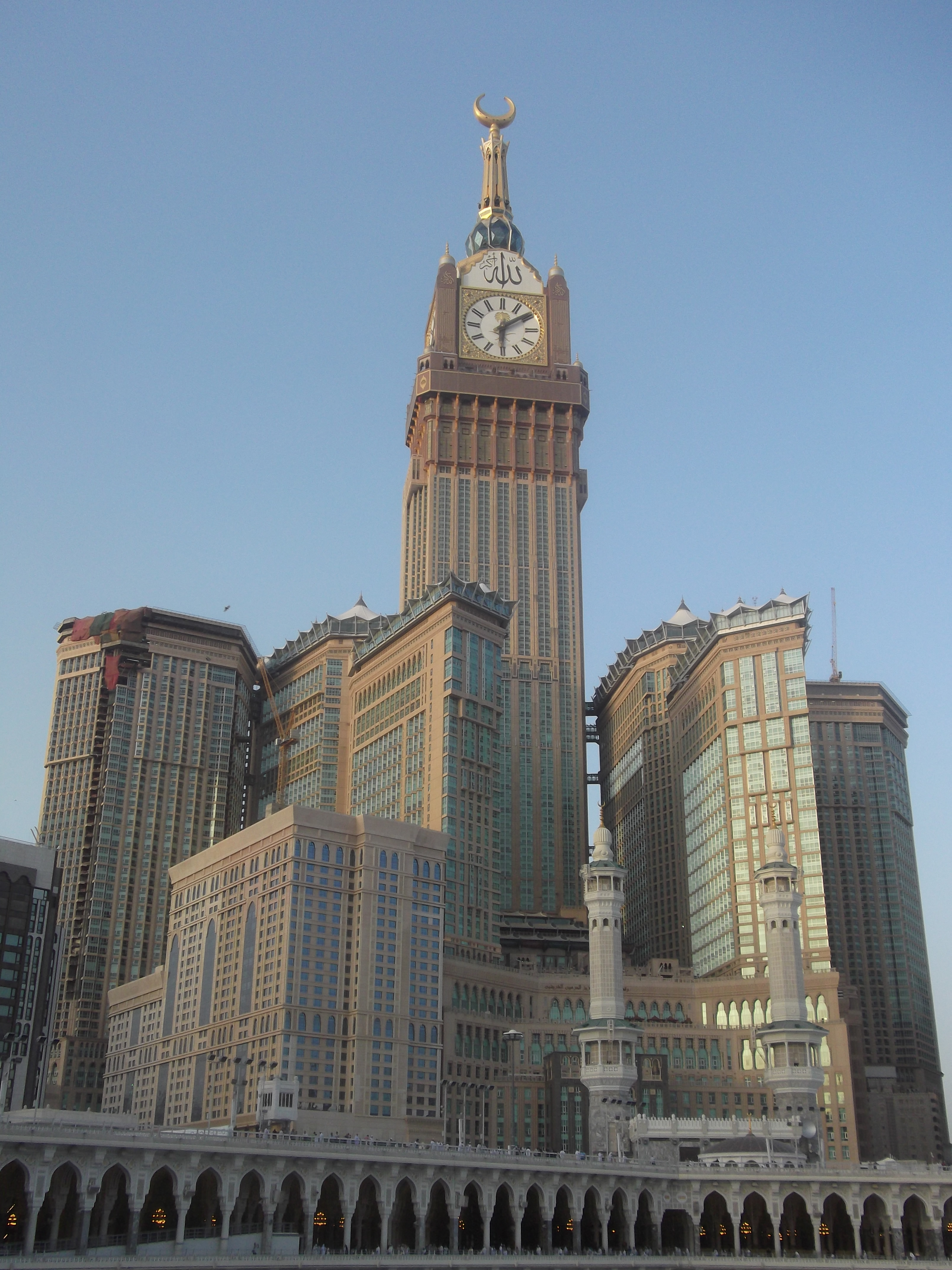
Mecca Royal Clock Tower Hotel in Mekka
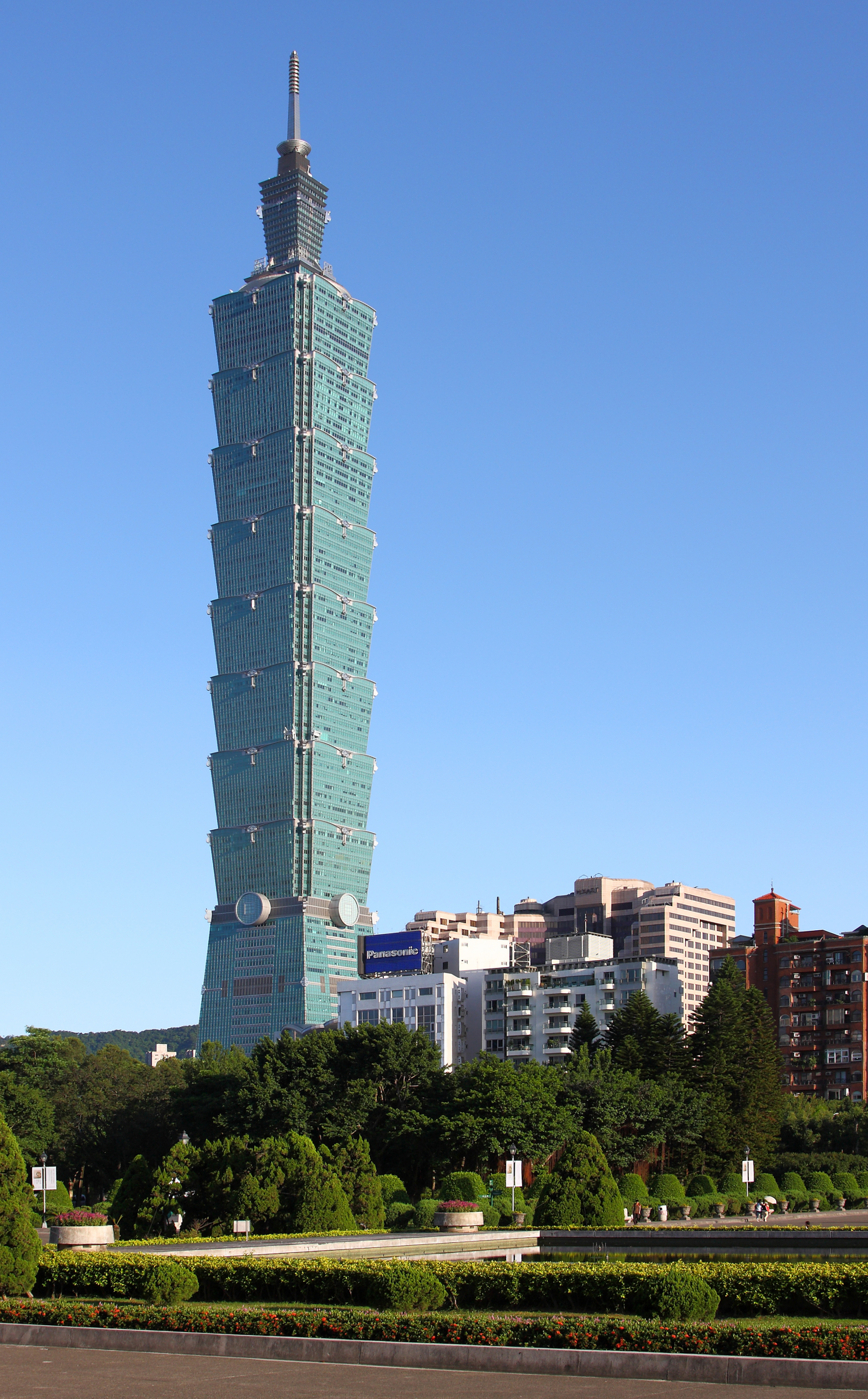
Taipei 101 in Taipeh
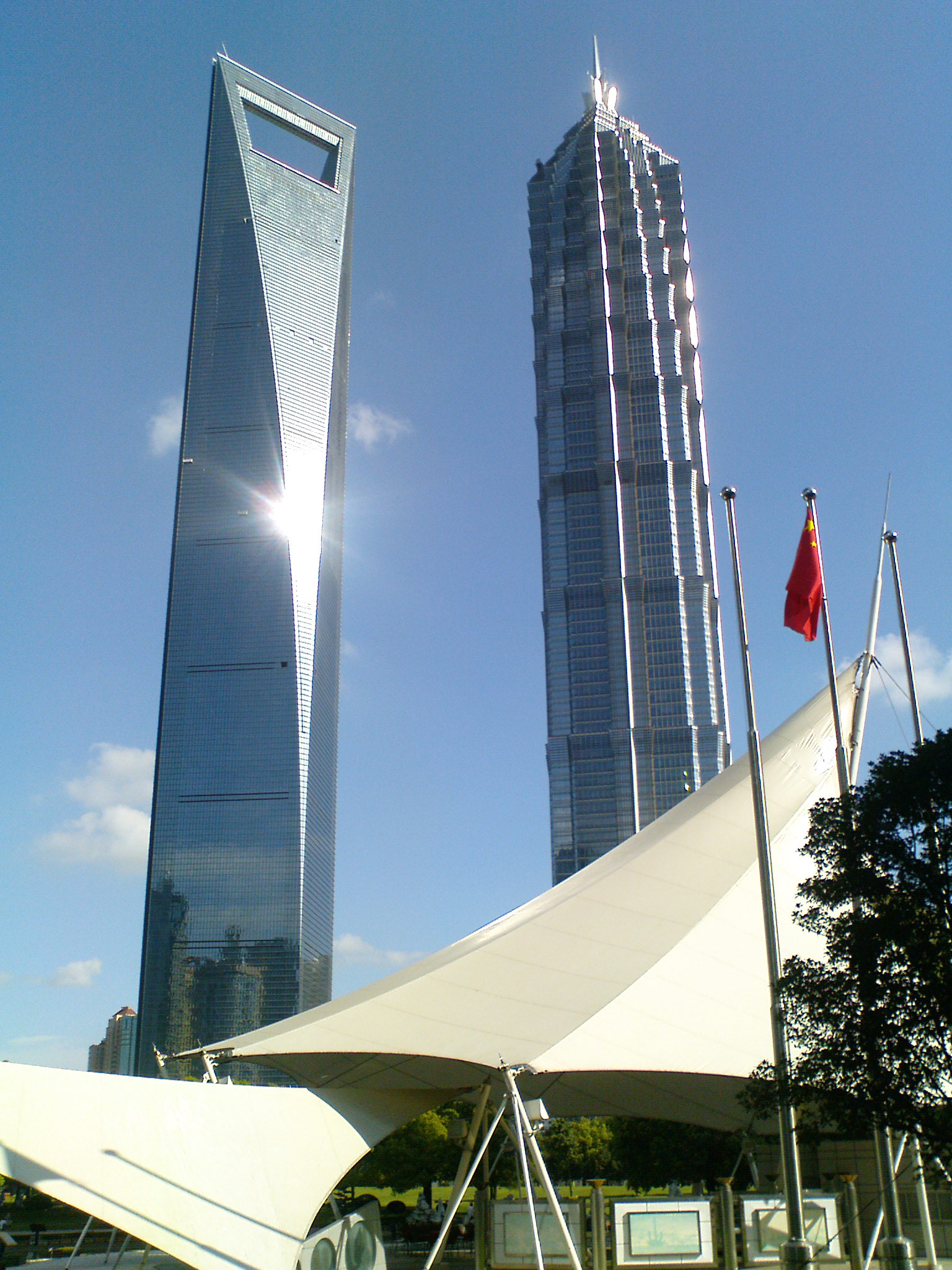
Shanghai World Financial Center und Jin Mao Tower, Shanghai
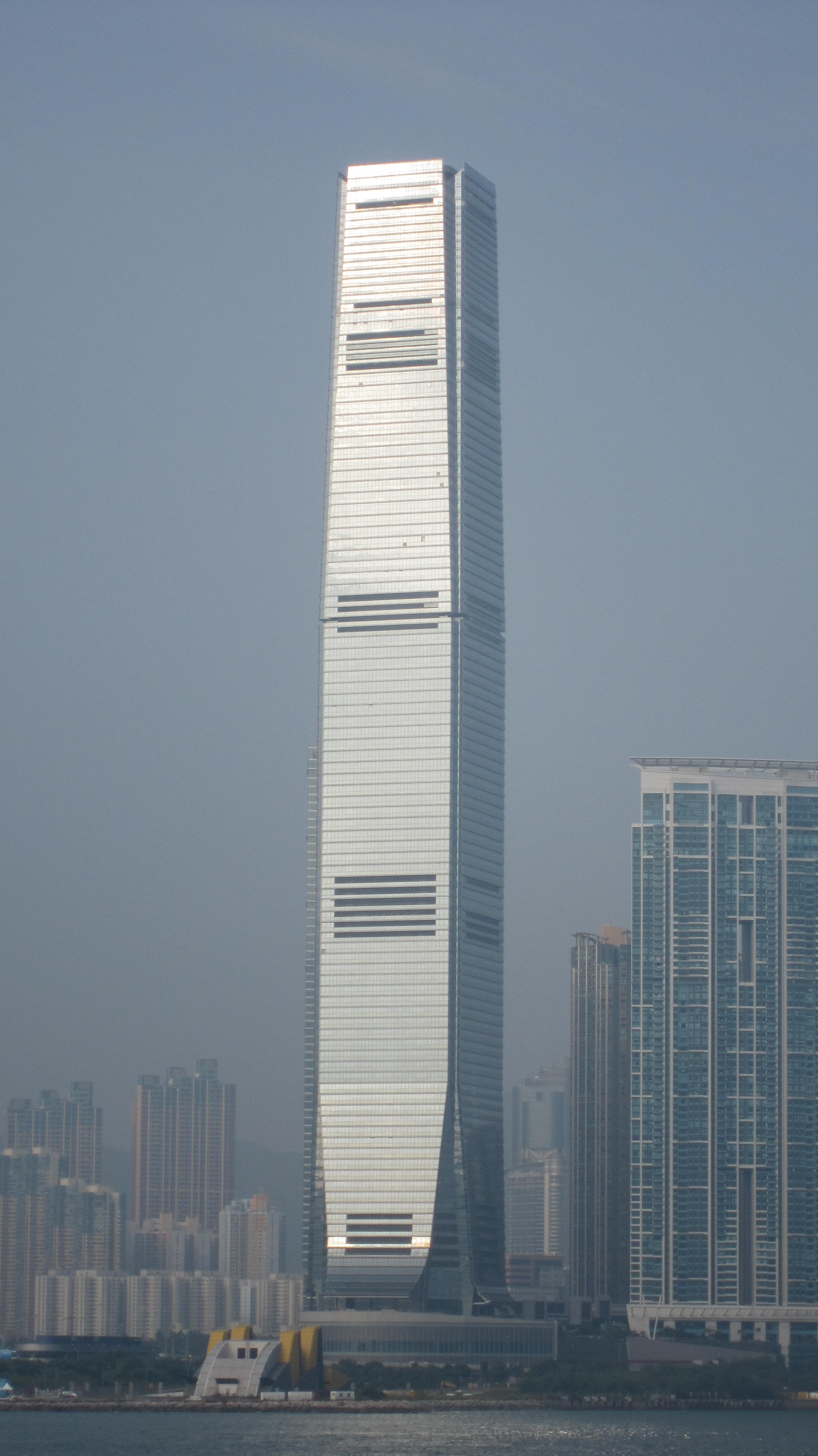
International Commerce Centre in Hongkong
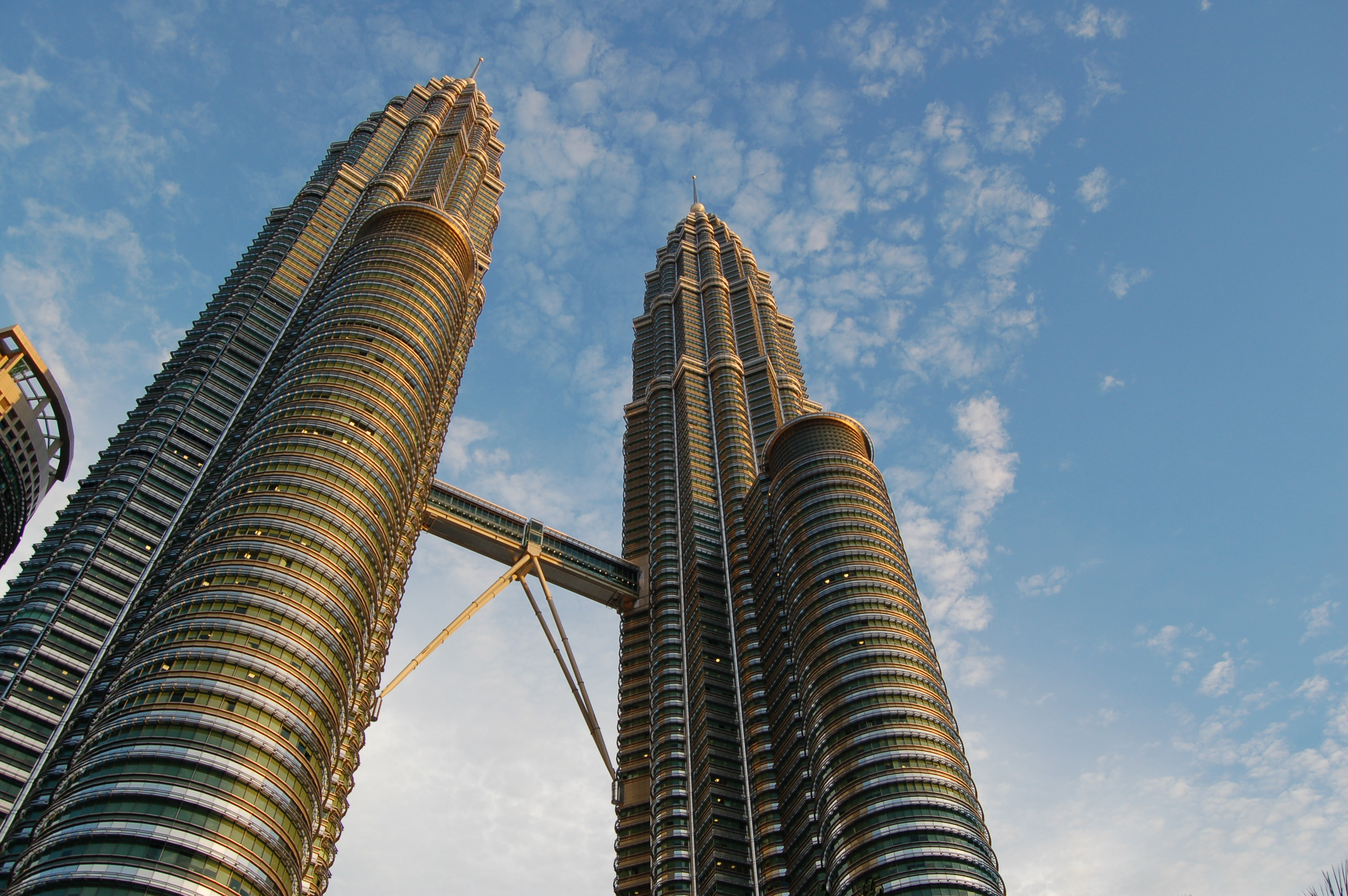
Petronas Towers, Kuala Lumpur

## Höchsten in Bau und Baustopp
Dies ist eine Liste der höchsten sich im Bau oder Baustopp befindlichen Gebäude über 350 Meter.
| Name                               | Stadt        | Staat                        | Höhe    | Etagen | Baujahr | Status                                  |
| ---------------------------------- | ------------ | ---------------------------- | ------- | ------ | ------- | --------------------------------------- |
| Dubai Creek Tower                  | Dubai        | Vereinigte Arabische Emirate | 1340 m  | 200    | 2025    | in Bau                                  |
| Jeddah Tower                       | Dschidda     | Saudi-Arabien                | 1000 m  | 167    | 2024    | In Bau                                  |
| Goldin Finance 117                 | Tianjin      | Volksrepublik China          | 597 m   | 117    |         | Weiterbau angekündigt, Endhöhe erreicht |
| Entisar Tower                      | Dubai        | Vereinigte Arabische Emirate | 570 m   | 122    |         | Bau gestoppt                            |
| Dalian Greenland Center            | Dalian       | Volksrepublik China          | 518 m   | 88     |         | Bau gestoppt                            |
| Evergrande Hefei Center T1         | Hefei        | Volksrepublik China          | 518 m   | 112    | 2025    | Bau gestoppt                            |
| Pentominium                        | Dubai        | Vereinigte Arabische Emirate | 516 m   | 122    |         | Bau gestoppt                            |
| Xi’an Greenland Center             | Xi’an        | Volksrepublik China          | 501 m   | 101    |         | In Bau                                  |
| Suzhou Zhongnan Center             | Suzhou       | Volksrepublik China          | 499 m   | 103    | 2023    | In Bau                                  |
| Chushang Building                  | Wuhan        | Volksrepublik China          | 475 m   | 111    | 2025    | In Bau                                  |
| Tianjin R&F Guangdong Tower        | Tianjin      | Volksrepublik China          | 468 m   | 92     |         | Bau gestoppt                            |
| Chengdu Greenland Tower            | Chengdu      | Volksrepublik China          | 468 m   | 101    | 2021    | Weiterbau angekündigt                   |
| Chongqing Corporate Avenue 1       | Chongqing    | Volksrepublik China          | 458 m   | 99     | 2022    | In Bau                                  |
| Tianshan Gate of the World         | Shijiazhuang | Volksrepublik China          | 450 m   | 106    | 2025    | In Bau                                  |
| Dubai Towers Doha                  | Doha         | Katar                        | 437 m   | 94     |         | Bau gestoppt                            |
| One Bangkok                        | Bangkok      | Thailand                     | 436,1 m | 92     | 2025    | In Bau                                  |
| Achmat Tower                       | Grozny       | Russland                     | 435 m   | 102    |         | Bau gestoppt                            |
| Diamond Tower                      | Dschidda     | Saudi-Arabien                | 432 m   | 93     |         | Bau gestoppt                            |
| Chongqing Tall Tower               | Chongqing    | Volksrepublik China          | 431 m   | 101    | 2023    | In Bau                                  |
| Haikou Tower 1                     | Haikou       | Volksrepublik China          | 428 m   | 94     |         | Bau gestoppt                            |
| Shangdong IFC                      | Jinan        | Volksrepublik China          | 428 m   | 86     | 2022    | In Bau                                  |
| Dongguan International Trade Tower | Dalian       | Volksrepublik China          | 426,9 m | 88     | 2020    | In Bau                                  |
| Ningbo Center Tower 1              | Ningbo       | Volksrepublik China          | 409 m   | 80     | 2025    | In Bau                                  |
| Dongfeng Plaza Landmark Tower      | Kunming      | Volksrepublik China          | 407 m   | 100    | 2024    | In Bau                                  |
| Nanjing Olympic Suning Tower       | Nanjing      | Volksrepublik China          | 400 m   | 88     |         | Bau gestoppt                            |
| La Maison by HDS                   | Dubai        | Vereinigte Arabische Emirate | 386,5 m | 105    |         | Bau gestoppt                            |
| Abu Dhabi Plaza                    | Astana       | Kasachstan                   | 382 m   | 75     | 2020    | In Bau                                  |
| Busan Lotte World Tower            | Busan        | Südkorea                     | 380 m   |        |         | Bau gestoppt                            |
| The Square Capital Tower           | Kuwait       | Kuwait                       | 376 m   | 70     |         | Bau gestoppt                            |
| Oberoi Oasis Residential Tower     | Mumbai       | Indien                       | 372 m   | 82     |         | Bau gestoppt                            |
| Fairmont Kuala Lumpur Tower 1      | Kuala Lumpur | Malaysia                     | 370 m   | 78     | 2022    | In Bau                                  |
| Global Financial Center Tower      | Shenyang     | Volksrepublik China          | 366 m   | 75     |         | Bau gestoppt                            |
| VietinBank Tower                   | Hanoi        | Vietnam                      | 363 m   | 68     |         | Bau gestoppt                            |
| Icon Tower 1                       | Jakarta      | Indonesien                   | 350 m   | 76     |         | Bau gestoppt                            |